# Tatort: Maria im Elend
Maria im Elend ist ein Fernsehfilm aus der Krimireihe Tatort. Der vom Bayerischen Rundfunk produzierte Beitrag wurde am 16. Dezember 1979 im Ersten Programm der ARD erstgesendet. Er ist die 107. Folge der Tatort-Reihe; der 13. mit Hauptkommissar Veigl.

## Handlung
Nach dem Diebstahl der wertvollen gotischen Madonnenstatue „Maria im Elend“ fordern Erpresser von einer Boulevardzeitung 200.000 Mark für die Rückgabe. Die Reporter wittern eine große Schlagzeile und zahlen das Lösegeld, ohne die Polizei einzuschalten oder die Scheine registrieren zu lassen. Bei der Übergabe versuchen sie den Täter zu identifizieren. Kurze Zeit später ist der an der Story beteiligte Fotograf Lansky verschwunden und wird wenig später tot in seinem ausgebrannten Auto gefunden.
Kommissar Veigl begibt sich an die Aufklärung dieses komplizierten Falles. Lansky war Auftraggeber für den Madonnen-Raub. Er hatte sich im Vorfeld, im Rahmen einer Berichterstattung über Kunstraub, die Sicherungsmaßnahmen zum Schutz der Statue zeigen lassen. Seine Komplizen, der Malermeister Mack und der Altenpfleger Niebler, werden nervös. Mit Lanskys Tod ist auch das Lösegeld spurlos verschwunden. Insbesondere Niebler benötigt 20.000 D-Mark, um die nächste Rate für den eigenen Friseursalon seiner Freundin Sachs bedienen zu können. Mack und Niebler unternehmen daher einen weiteren Kunstraub, dessen Erlös zur Bedienung der Rate verwendet wird.
Die Ermittlungen im Umfeld von Lansky führen alle zu Mack. Dieser verfügt aber für Lanskys Todeszeitpunkt über ein plausibles Alibi. Zudem kann Mack seine Beziehung zu Lansky durch einen Malerauftrag erklären. Kommissar Veigl verdächtigt ihn daher nicht weiter, zumal er Mack schon einmal unschuldig in Untersuchungshaft genommen hatte.
Im Laufe der Ermittlungen verdichten sich aber die Hinweise, dass Mack Lanskys Mörder sein muss. Um Mack überführen zu können, gibt Veigl vor, dass sich in der bar bezahlten Rate registrierte Scheine aus dem Madonnen-Raub befänden und konfrontiert damit Nieblers Freundin Sachs. Ferner lässt er Mack, Niebler und Sachs beschatten.
Mack, der Lanskys Mörder ist und sich das volle Lösegeld angeeignet hat, konnte den zweiten Kunstraub für weitaus weniger als 20.000 Mark verkaufen. Um Niebler ruhig zu halten, hatte er Lösegeld aus dem Madonnen-Raub hinzugegeben. Konfrontiert mit der Frage, wie sich Geld aus dem Madonnen-Raub zwischen dem Geld der Ratenzahlung befinden könne, gesteht Mack den Mord an Lansky und bereitet seine Flucht vor. Der Flucht kommt Veigl zuvor und Mack stellt sich, nach einer Schießerei mit Geiselnahme und durch Nieblers Vermittlung, der Polizei. Niebler wird ebenfalls verhaftet.

## Rezeption

### Einschaltquoten
Die Erstausstrahlung von Maria im Elend am 16. Dezember 1979 erreichte in Deutschland einen Marktanteil von 55 % für Das Erste.